# Marco Formentini (nadador)
Marco Formentini (Italia, 3 de julio de 1970) es un nadador italiano retirado especializado en pruebas de larga distancia en aguas abiertas, donde consiguió ser medallista de bronce mundial en 2001 en los 5 km en aguas abiertas.

## Carrera deportiva
En el Campeonato Mundial de Natación de 2001 celebrado en Fukuoka (Japón), ganó la medalla de bronce en los 5 km en aguas abiertas, con un tiempo de 56:42 segundos, tras su paisano italiano Luca Baldini (oro con 55:37 segundos) y el ruso Evgenij Bezručenko  (plata con 56:31 segundos).